# Chiesa del Bianchetto
La chiesa del Bianchetto è sita nell'omonima contrada nel territorio della città di Licodia Eubea.

## Storia
La chiesa si presenta a pianta ottagonale e non ha nessuna torre campanaria. In passato fu dedicata probabilmente alla Madonna delle Grazie. La chiesa ha tre aperture equidistanti di forma circolare ed una sola porta di accesso. Dal poggio dove è sita la chiesa si vede la parte del borgo con il campanile della chiesa di Santa Lucia. All'interno , si vedono ancora tracce di affreschi e stucchi. Inoltre è ben visibile quel che rimane dell'altare maggiore. Sulla trave di appoggio interna del portone è stata casualmente trovata incisa la data 1768. Oggi il tempio è sconsacrato e risulta essere l'unico edificio religioso ancora esistente, sito fuori dal centro urbano di Licodia Eubea.

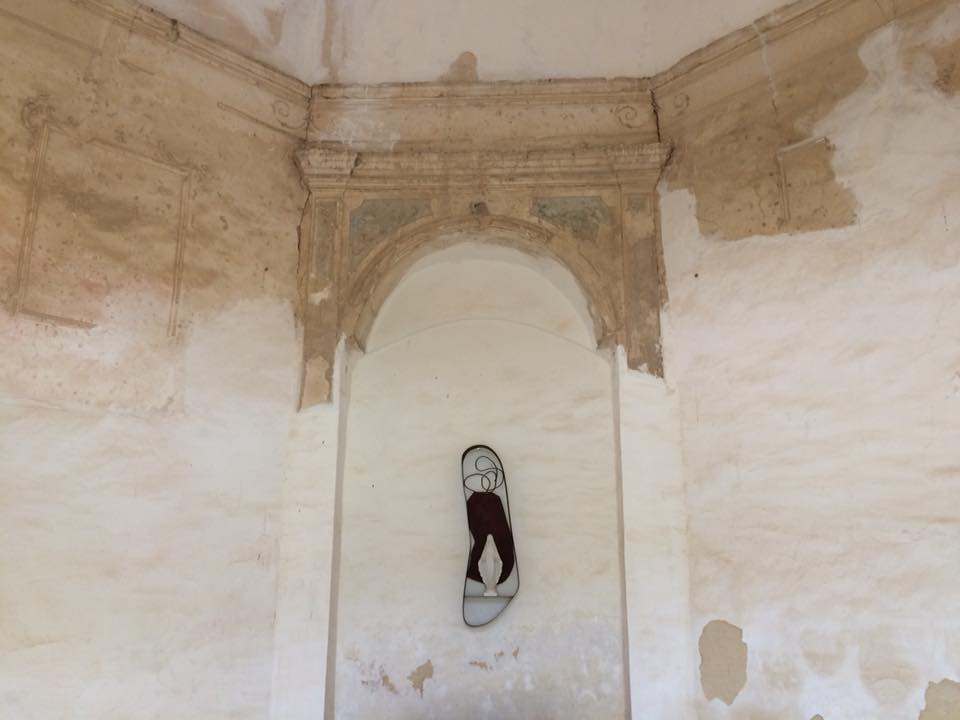
Interno della chiesa